# Peking központi üzleti negyede

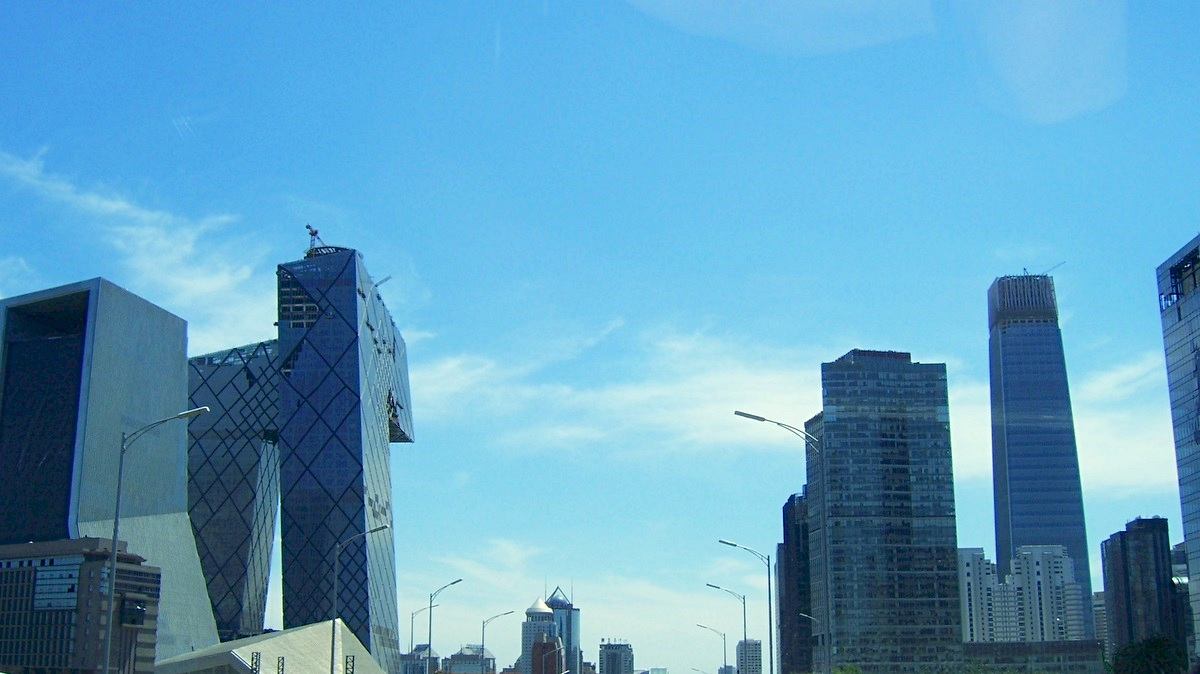
Peking KÜN a CCTV toronnyal és a Kínai Világ kereskedelmi Központ 3. tornyával (majdnem kész állapotban)

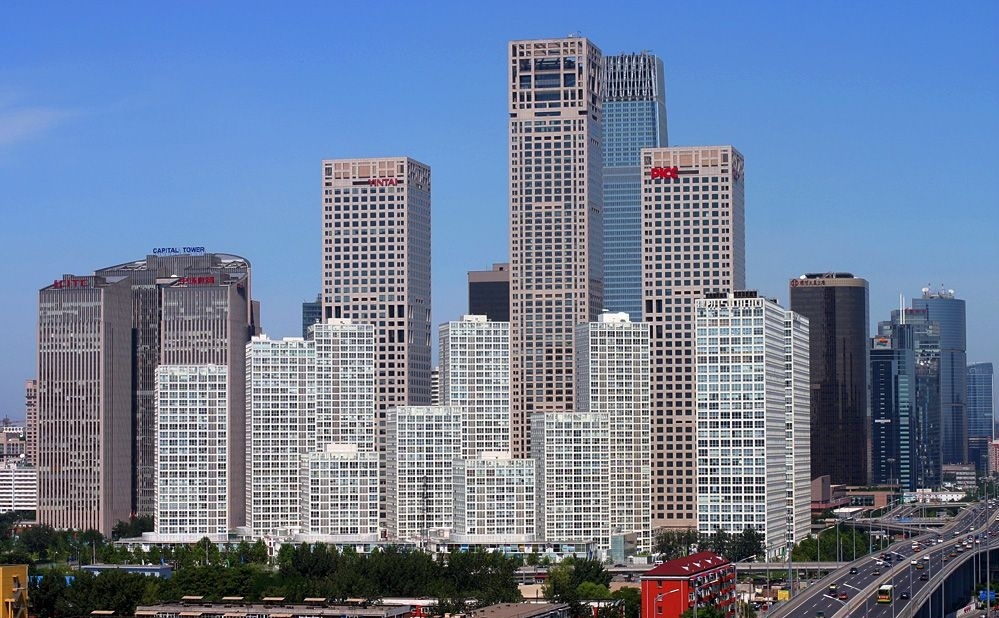
Peking KÜN - Jianwai SOHO, Yitai, WTC, Jingguang

Peking központi üzleti negyedében vagy Peking KÜN (angolul: Beijing CBD, egyesített kínai: 北京商务中心区, tradicionális kínai: 北京商務中心區, pinjin: Běijīng Shāngwù Zhōngxīn Qū) elsősorban gazdasági, média, üzleti szolgáltatások épületeit találjuk. Peking üzleti negyede 3.99 négyzetkilométeren terül el.
Peking Chaoyang kerületében a város közép-keleti részében van. A harmadik és a negyedik körgyűrű között, a város központjának keleti felében található. Peking üzleti negyede jelenleg nagyméretű fejlődésen megy keresztül.

## Peking KÜN részei
Peking egyik legfontosabb nemzetközi gazdasági központjává válik Kínának. 2008 májusában a Pekingi Nemzetközi Gazdasági Fejlesztési Központ a második fontosságú helyre sorolta be Peking területének magjaként. Peking központi üzleti negyede Kína média központjaként is fejlődik. A Pekingi Televízió állomás (BTV) épp csak új központjába költözött (Peking TV központ). 2008 decemberében elkészült az új CCTV Központ is.
Nyolc éve, hogy a kínai kormány úgy döntött, hogy felgyorsítja a kerület építkezéseit, Peking központi üzleti negyede körülbelül 500 üzletet vonzott be, a gazdasági, a média, az információs technológia, a szaktanácsadás és az ipari szolgáltatás területeiről. A külföldön alapított vállalatok 60%-a Peking üzleti negyedében ruházott be. A külföldi nagykövetségek többségét az 1., a 2., 3. számú nagykövetség kerületeket Peking üzleti negyedében és a környező területeken építik, illetve építették.
Peking központi üzleti negyede közigazgatási bizottságát 2001-ben alapították meg. A célok a beruházások előmozdítása, professzionális munka környezet létrehozása. A bizottság információt biztosít a befektetőknek, mellyel megkönnyítik a beruházások törvényi, adó és politikai rocedúráit. Peking központi negyedének intézményei többnyire felhőkarcolókban kaptak helyet.

## Felhőkarcolók Peking üzleti negyedében
1. Kínai Világ Kereskedelmi Központ 3. tornya
2. Pekingi Yintai Központ
3. Peking TV Központ
4. Szerencse Pláza
5. CCTV Központ
6. Jing Guang Központ
7. Kínai Világkereskedelmi Központ

## Lásd még
- Kína Gazdasága
- Peking Gazdasága
- Peking gazdasági és technológiai fejlődésének zónái

## Külső hivatkozások
- Peking központi üzleti negyede (angol)[halott link]